# Gibbifer californicus
Gibbifer californicus (лат.) — вид жесткокрылых их семейства жуков-грибовиков

## Распространение
Распространён в юго-западном США: Канзас, Вайоминг, Колорадо, Нью-Мексико, Аризона и на юг Техаса.

## Описание
Жук длиной от 14 до 18 мм. Тело овальное слегка вытянутое. Надкрылья бледно-жёлтые или бледно-пурпурные с чёрными точками. Время лёта жуков − лето.

## Экология и местообитания
Живёт на лугах, полях, лесных местностях и садах. Взрослые жуки питаются нектаром, пыльцой и некоторыми грибами. Личинка питается грибком который паразитирует древесину.